# Shinjuku Face
Shinjuku FACE (jap. 新宿FACE, 新宿フェイス Shinjuku-feisu) – sala widowiskowa na siódmym piętrze budynku Humax Pavilion w dzielnicy Shinjuku w Tokio.

## Opis
Odbywają się tam przede wszystkim wydarzenia związane z zapasami puroresu (w tym kobiet, joshi-puroresu). Łączna liczba miejsc siedzących, stojących i dla osób niepełnosprawnych na wózku, w zależności od charakteru wydarzenia, wynosi: 511 dla walk zapaśniczych, 471 dla występów teatralnych.
W latach 1994–2004 mieścił się klub Liquid Room, który w 2004 roku został przeniesiony do dzielnicy Ebisu. Sala została odremontowana i przystosowana pod kątem organizacji wydarzeń sportowych, a następnie otwarta dla widzów 29 lipca 2005. Tego samego dnia odbyły się zawody W-FACE.

## Galeria

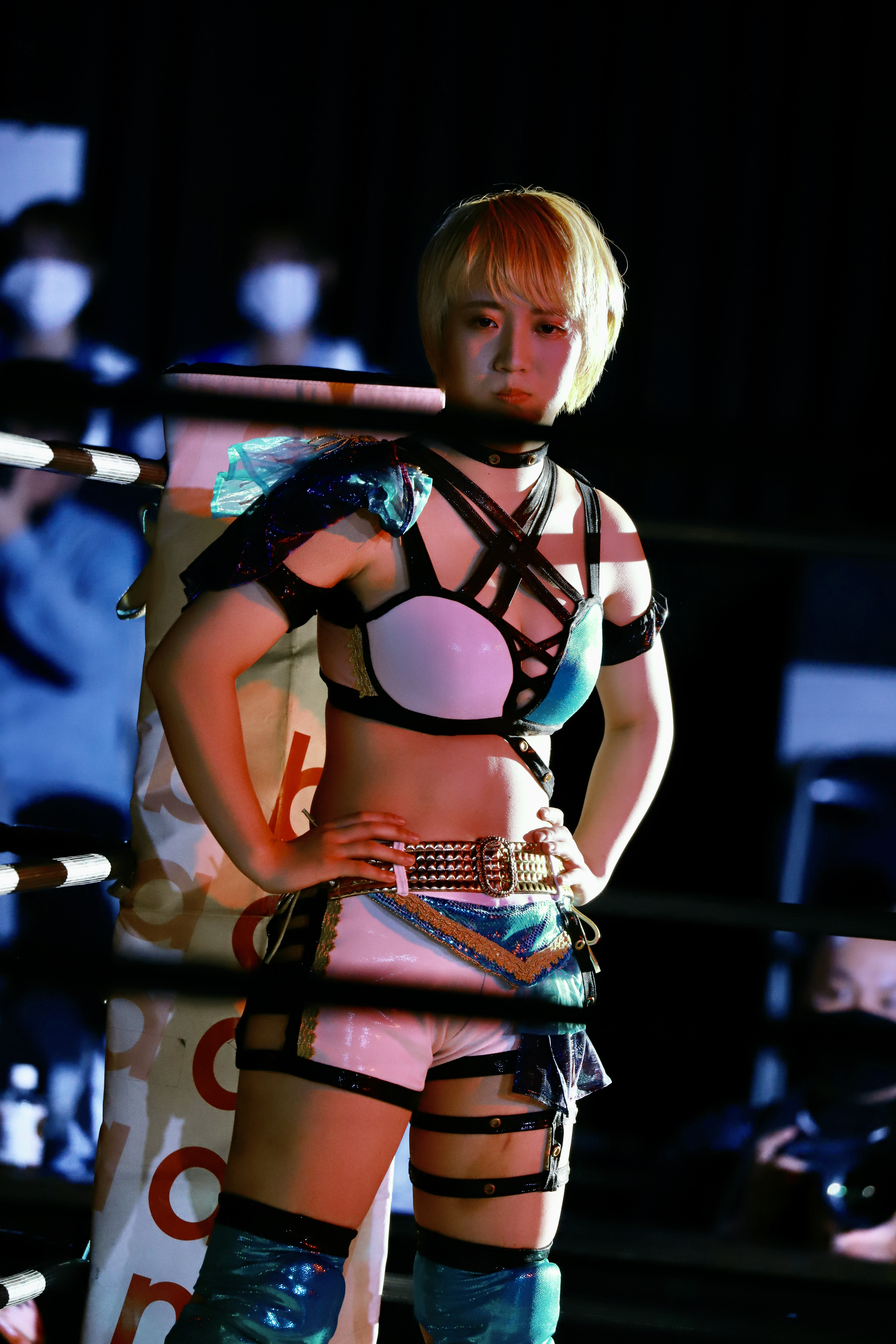
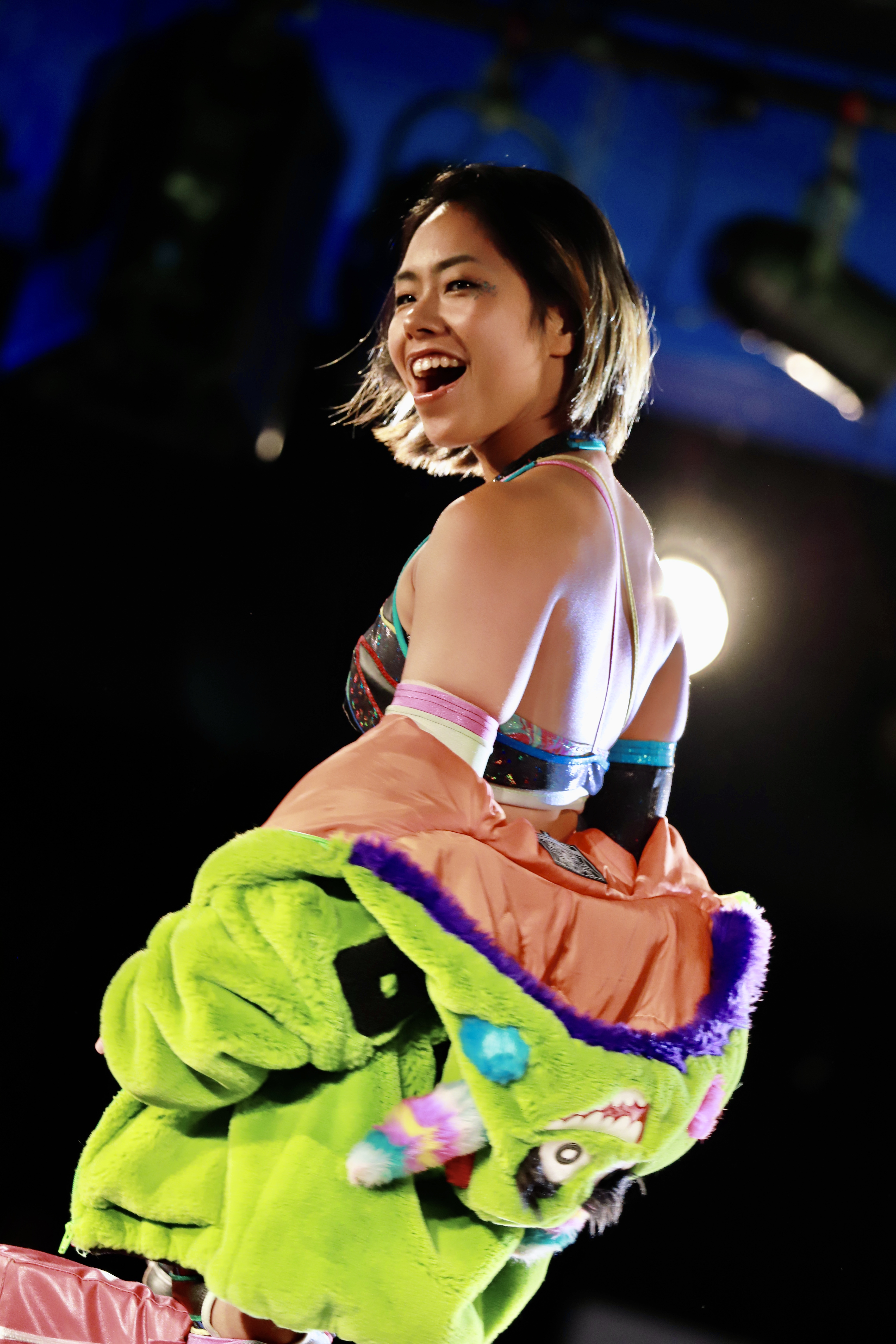
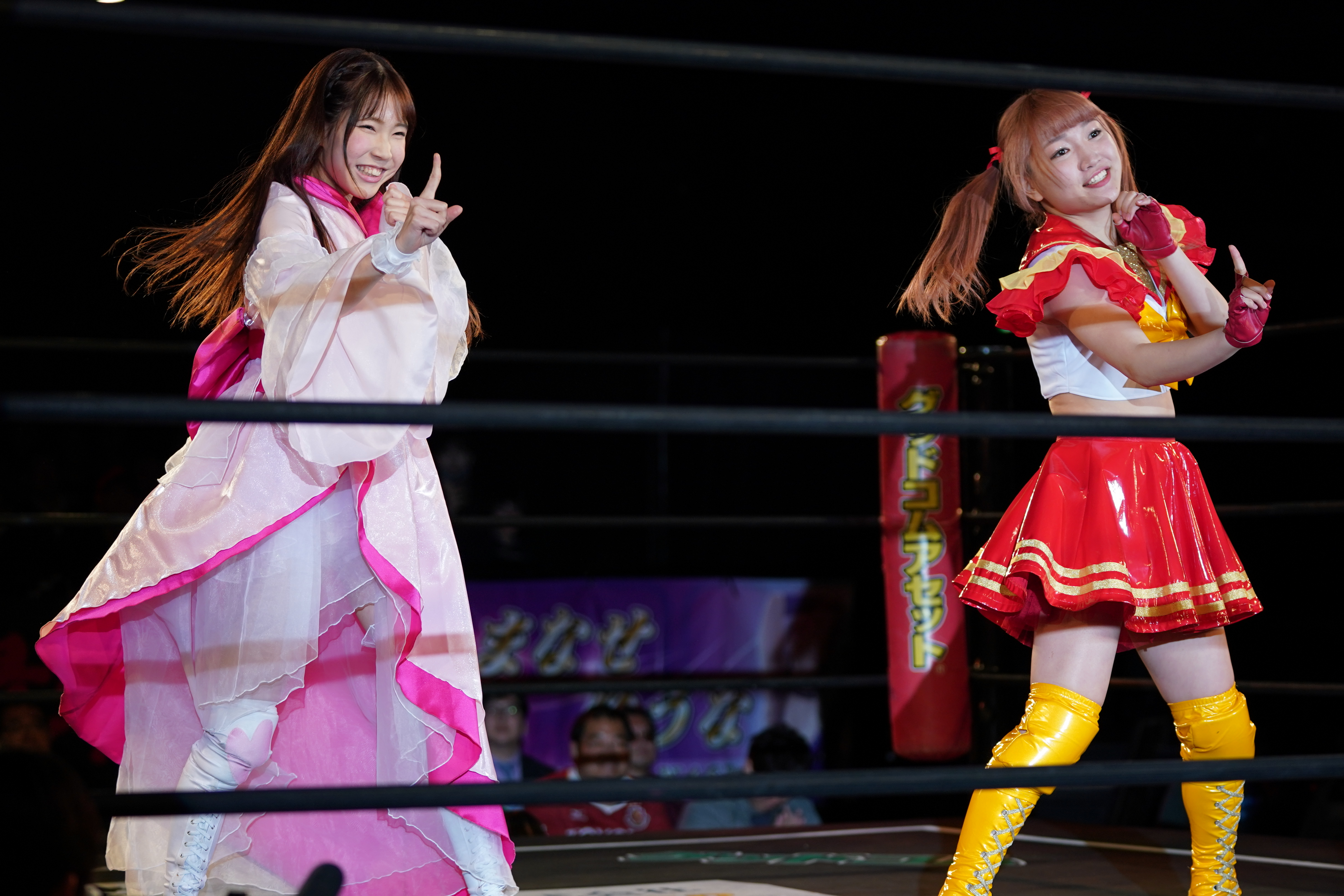
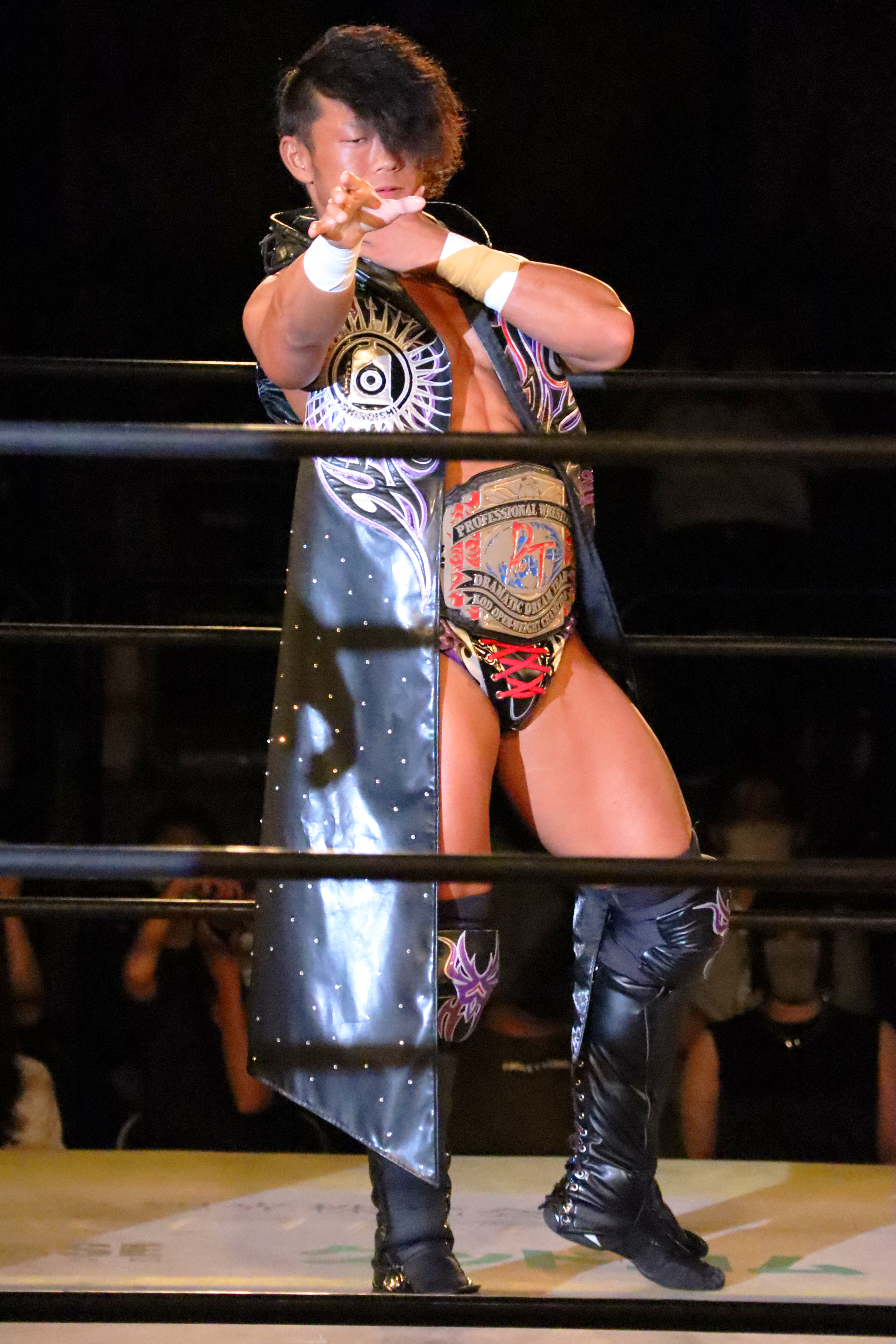
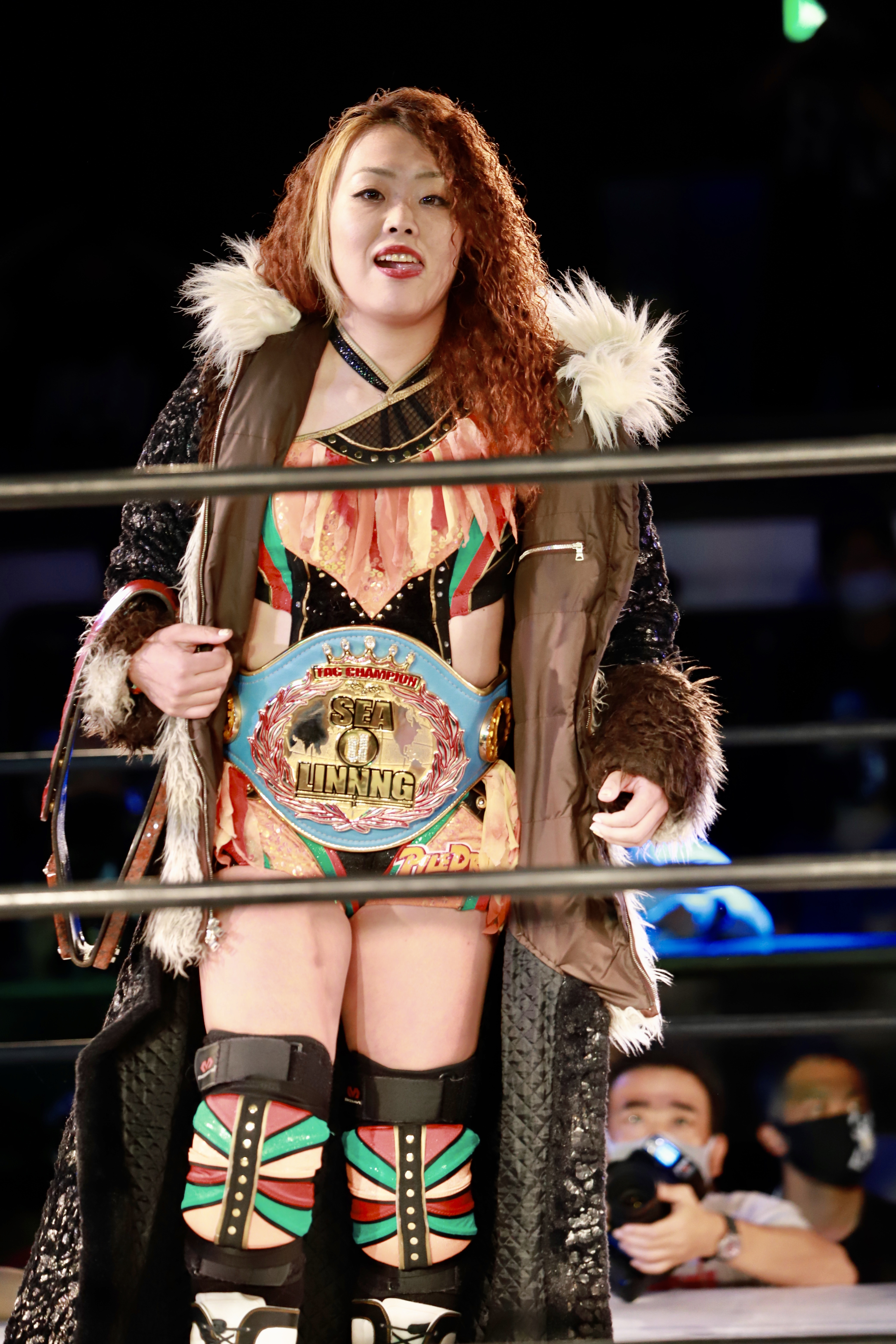